# Avella angulata
Avella angulata là một loài nhện trong họ Deinopidae.
Loài này thuộc chi Avella. Avella angulata được miêu tả năm 1878 bởi Ludwig Carl Christian Koch.